# Lars Wallin (modeskapare)
Lars Gunnar Wallin, född 13 augusti 1965 i Hökåsen i Västerås, Västmanland, är en svensk modeskapare.

## Biografi
Wallin utbildades först i tillskärning och gick därefter Beckmans designhögskola. Han tilldelades Damernas Världs designpris Guldknappen 1995 och öppnade egen ateljé samma år. Wallin har i många år gjort scenkläder till Melodifestivalens artister, både i Sverige och utomlands. De första scenkläderna gjorde han åt Anne-Lie Rydé. Därefter har det blivit många uppdrag, från Gustav III-kostymer på Kungliga Operan till den blå scenkostymen som Carola vann Melodifestivalen med 2006. Han inspiration kommer från Hollywood och fransk 1950-talscouture.
Han formger unika klänningar i exklusiva material. Bland hans kunder återfinns svenska och utländska celebriteter samt det svenska hovet. Han är känd för de klänningar han skapat för kronprinsessan Victoria och prinsessan Madeleine. Wallin har 2011 designat förpackningen för margarinet Flora.
2012 designade Wallin den egna smyckeskollektionen "The Roxanne Collection" i silver.
Den 29 juli 2020 var han sommarpratare i radioprogrammet Sommar i P1.